# Pendikspor

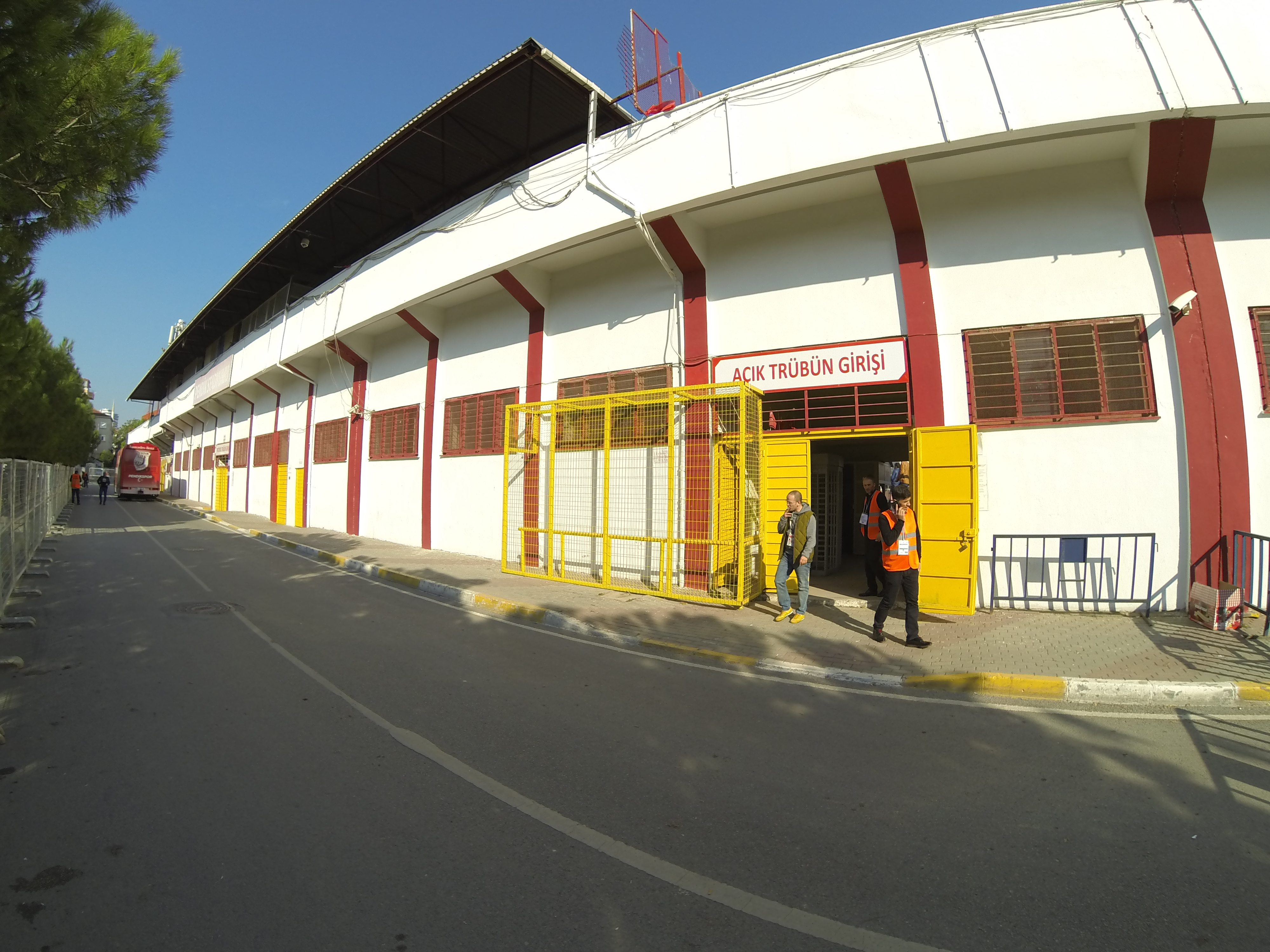
Entrada del Pendik Stadium.

El Pendikspor es un club de fútbol con sede en   Pendik, Estambul, Turquía. Que compite en la TFF Primera División, la segunda categoría del fútbol turco.

## Historia
Fue fundado en el año 1950 en el distrito de Pendik, Estambul, donde el club compitió en las ligas amateur de Estambul hasta la temporada 1982-83. El club, que ganó estatus profesional con el establecimiento de la 3.ª Liga en 1984, participó en la 3.ª liga hasta 1992-1993. El equipo, que cayó en la liga amateur esta temporada, fue ascendido a la 3.ª Liga nuevamente al año siguiente. En la temporada 1997-1998 se proclamó Campeón de la 3ª Liga y pasó a la 2ª Liga de Turquía (actualmente 1ª Liga).
En la Copa de Turquía empató con el Fenerbahçe SK que se disputó en el campo de Pendikspor, y se hizo famoso al derrotar al Fenerbahçe SK por 2-1 el 14 de diciembre de 1999. En la temporada 2003-2004 ascendió a 2ª Liga como Campeón de 3ª Liga Grupo 4. Desde entonces juega en 2ª División. En 2005-2006 llegó a los play-offs, donde se determinará el 3er equipo que irá a la 1ª Liga, pero fue eliminado por Eskişehirspor en el partido final.
13 años después del partido de 1999, Fenerbahçe y Pendikspor se enfrentaron el 28 de noviembre de 2012 en la 4ª ronda de la Copa de Turquía. Esto provocó risas en los medios y alguien dijo: "Está emparejado con el chico malo", donde se hicieron titulares. El partido terminó con un gol de Sezer Öztürk en el minuto 45, dando la victoria de 1-0 para el Fenerbahçe.
Fruto de los partidos disputados en el grupo blanco de 2ª Liga en la temporada 2014-2015, terminó de segundo en la liga y pasó a los playoffs y eliminó al Menemen Belediyespor en los cuartos de final del playoff. En el partido final, perdió ante el 1461 Trabzon y no pudo ascender a la 1ª Liga.
El campeonato del Grupo Blanco de la 2ª Liga de la TFF para la temporada de fútbol 2021-2022 se anunció con 5 semanas antes del final de la liga. Los rojiblancos, que lograron vencer por 3-1 al Eskişehirspor, y aseguraron su ascenso a la 1ª Liga TFF.

## Palmarés
- TFF 2. Lig (1): 1997-98
- TFF 3. Lig (1): 2003-04